# Sons-et-Ronchères
Sons-et-Ronchères è un comune francese di 234 abitanti situato nel dipartimento dell'Aisne della regione dell'Alta Francia.

## Società

### Evoluzione demografica
Abitanti censiti